# Satou Sabally
Pour les articles homonymes, voir Sabally.
Satou Sabally, née le 25 avril 1998 à New York (États-Unis),  est une basketteuse allemande.

## Biographie

### Carrière universitaire
Elle est née à New York d'un père gambien et d'une mère allemande. La famille s'installe en Gambie alors qu'elle est âgée de 2 ans, puis à Berlin alors qu'elle doit entrer à l'école. Elle pratique hors club quand elle et sa jeune sœur sont remarquées à l'âge de 9 ans par un entraîneur qui les intègre à une équipe masculine.
Après avoir joué en Allemagne en club et en équipes nationales de jeunes, elle rejoint la NCAA avec les Ducks de l'Oregon. Meilleure débutante de la PC-12 en 2017-2018, elle participe à toutes les rencontres pour des statistiques de 10.7 points et 3.8 rebonds. Elles culminent à 16,2 points et 6,9 rebonds en junior, puis elle s'inscrit à la draft. Elle remporte le trophée Cheryl Miller de la meilleure ailière de la saison.
Elle marque 25 points pour les Ducks dans leur victoire inattendue dans une rencontre amicale face à l'équipe nationale américaine le 19 novembre 2019. Grand favoris pour le titre NCAA 2019, les Ducks sont battus en demi-finale par Baylor, ce qui décide Sabrina Ionescu à rester une année de plus à Eugene, mais la saison suivante interrompue par la pandémie de Covid-19 et le titre NCAA non attribué.
Active sur les réseaux sociaux contre le racisme et pour l'égalité, son entraîneur à Oregon Kelly Graves dit d'elle qu'elle est la joueuse la plus intéressante qu'elle ait dirigée et dit l'avoir remarqué quand freshman, elle fut la seule joueuse de l'équipe à s'attarder au Muhammad Ali Center de Louisville. Elle raconte que sa famille a souffert du racisme, elle se voyant mettre en doute sa nationalité allemande et ses frères étant suivis dès leur entrée dans un magasin. Elle se dit inspirée par l'activisme de LeBron James, Colin Kaepernick et Serena Williams.
Sa sœur Nyara Sabally joueuse également au basket-ball pour les Ducks, mais a été blessée durant ses deux premières saisons.

### Carrière professionnelle
Elle est retenue en 2e position de la draft WNBA 2020 par le Wings de Dallas. Fin mai, elle signe un contrat professionnel avec le club turc de Fenerbahçe.

## Statistiques
| Saison | Équipe | Matchs | Titul. | Min./m | % Tir | % 3pts | % LF | Rbds/m. | Pass/m. | Int/m. | Ctr/m. | Pts/m. |
| ------ | ------ | ------ | ------ | ------ | ----- | ------ | ---- | ------- | ------- | ------ | ------ | ------ |
| 2020   | Dallas | 16     | 14     | 28,1   | 36,8  | 19,7   | 87,2 | 7,8     | 2,5     | 0,9    | 0,9    | 13,9   |
| 2021   | Dallas | 17     | 14     | 24,9   | 41,8  | 32,7   | 77,0 | 5,9     | 2,8     | 0,2    | 0,8    | 11,9   |
| 2022   | Dallas | 11     | 6      | 21,7   | 39,8  | 23,3   | 91,4 | 4,8     | 2,1     | 0,5    | 0,2    | 11,3   |
| 2023   | Dallas | 38     | 38     | 33,1   | 43,5  | 36,1   | 87,4 | 8,1     | 4,4     | 1,8    | 0,4    | 18,6   |
| 2024   | Dallas | 915    | 15     | 34,1   | 42,6  | 45,2   | 77,9 | 6,4     | 5,0     | 1,3    | 0,5    | 17,9   |

## Distinctions personnelles
- Trophée Cheryl Miller (2020[3])
- Meilleur cinq All-America WBCA (2020[3])
- Meilleur cinq de la Pac-12 (2020[3])
- Débutante de l'année de la Pac-12 (2018[3])
- Second cinq des Jeux olympiques de 2024[7]